# مارکا فنلاند
مارکا فنلاند (به انگلیسی: Finnish markka) (به زبان بومی: Suomen markka) با کد ایزوی FIM، یکای پول رایج در کشور فنلاند، قبل از پیوستن به حوزه یورو، بود. مسولیت کنترل این یکای پول برعهدهٔ بانک فنلاند قرار داشت.